# 녹색당
녹색당(綠色黨, 문화어: 록색당, Green Party)은 녹색 정치를 원칙으로 내세우는 정당이다. 1979년 창당된 독일 녹색당을 보통 최초의 녹색당으로 보며, 1982년 독일 녹색당이 연방 의회 진출에 성공한 이후 유럽과 아메리카 대륙의 여러 나라들로 세가 확장되었다. 2011년 후쿠시마 원자력 발전소 폭발 이후 동아시아에서 잠깐 녹색당 돌풍이 불기도 하였다.

## 존재하는 정당
| 국가       | 정당                    | 스펙트럼 | 의회 의석 | 집권 여부 |
| ---------- | ----------------------- | -------- | --------- | --------- |
| 리투아니아 | 리투아니아 농민녹색연합 | 중도     | 55 / 141  | 여당      |
| 이탈리아   | 오성운동                | 포괄정당 | 222 / 630 | 여당      |
| 아이슬란드 | 좌파-녹색 운동          | 좌익     | 11 / 69   | 여당      |
| 벨기에     | 녹색당/생태당           | 좌익     | 21 / 150  | 야당      |
| 라트비아   | 녹색농민연합            | 중도우파 | 11 / 100  | 여당      |
| 독일       | 동맹 90/녹색당          | 중도좌파 | 67 / 709  | 야당      |
| 네덜란드   | 녹색좌파당              | 좌익     | 14 / 150  | 야당      |
| 핀란드     | 녹색동맹                | 중도좌파 | 20 / 200  | 야당      |
| 덴마크     | 사회인민당              | 좌익     | 14 / 179  | 여당      |
| 덴마크     | 적녹동맹                | 좌익     | 13 / 179  | 여당      |
| 뉴질랜드   | 뉴질랜드 녹색당         | 좌익     | 8 / 120   | 여당      |
| 스위스     | 스위스 녹색당           | 좌익     | 11 / 200  | 야당      |
| 스웨덴     | 녹색당                  | 중도좌파 | 16 / 349  | 여당      |
| 스위스     | 스위스 녹색자유당       | 중도     | 7 / 200   | 야당      |
| 헝가리     | 또 다른 정치            | 좌익     | 7 / 199   | 야당      |
| 덴마크     | 대안당                  | 중도좌파 | 5 / 179   | 여당      |
| 멕시코     | 멕시코 환경주의 녹색당  | 중도우파 | 11 / 500  | 여당      |
| 호주       | 호주 녹색당             | 좌익     | 1 / 150   | 야당      |
| 브라질     | 브라질 녹색당           | 중도좌파 | 4 / 513   | 야당      |
| 노르웨이   | 녹색당                  | 중도좌파 | 1 / 169   | 야당      |
| 캐나다     | 캐나다 녹색당           | 중도좌파 | 1 / 338   | 야당      |
| 영국       | 잉글랜드 웨일스 녹색당  | 좌익     | 1 / 650   | 야당      |
| 오스트리아 | 녹색 - 녹색 대안        | 중도좌파 | 0 / 183   | 원외정당  |
| 미국       | 미국 녹색당             | 좌익     | 0 / 435   | 원외정당  |
| 일본       | 녹색당 그린즈 재팬      | 좌익     | 0 / 465   | 원외정당  |
| 대한민국   | 녹색당                  | 중도     | 0 / 300   | 원외정당  |
| 몽골       | 시민의지녹색당          | 중도     | 0 / 76    | 원외정당  |
| 대만       | 녹색당                  | 중도좌파 | 0 / 113   | 원외정당  |
| 헝가리     | 헝가리 녹색당           | 우익     | 0 / 199   | 원외정당  |

## 같이 보기
- 녹색 정치